# Didrik von Rosen
Didrik von Rosen, död 17 januari 1657 i Polen, var en balttysk militär.

## Biografi
Didrik von Rosen var son till Robert von Rosen och Magdalena von Asserie.Han blev från 1645 till 1646 kapten vid drottning Christinas hovregementet och blev 1649 major vid Björneborgs regemente. von Rosen blev 1655 major vid Henrik Horns rytteriregementet och i januari 1656 överste för ett eget värvat rytteriregemente. Han blev 20 september 1656 kommendant i Tykoczin. von Rosen sprängde fästningen i luften 17 januari 1657 och avled samma dag.

### Egendom
von Rosen ägde Selgs i Haljalls socken och Allo i Rappels socken.

### Familj
von Rosen gifte sig före 1652 med friherrinnan Anna Brita Wrangel af Ludenhof, dotter till översten Hans Wrangel af Ludenhof och Anna von Yxkull. De fick tillsammans sonen översten Hans v. Rosen (död 1703).